# Pouteria arguacoensium
Pouteria arguacoensium é um espécie de planta na família Sapotaceae. É encontrada na Colômbia.